# Arthur Ungewitter
Arthur Georg Sigismund Ungewitter (* 8. März 1885 in Naumburg (Hessen); † 8. Januar 1955) war ein deutscher Jurist. Von 1939 bis 1945 war er Präsident des Oberlandesgerichts Frankfurt am Main.

## Werdegang
Arthur Georg Sigismund Ungewitter entstammt einer alten Richterfamilie. Er wurde als Sohn des späteren Landgerichtsdirektors Gustav Ungewitter geboren, auch sein Großvater und weitere männliche Vorfahren waren Richter. Ungewitter wuchs im Rheinland und Westfalen auf. Nach dem Abitur in Duisburg 1903 studierte er Rechtswissenschaft und legte 1906 in Hamm das Referendarexamen ab. Während seines Studiums in Heidelberg wurde er 1903 Mitglied der Burschenschaft Frankonia Heidelberg. Von 1906 bis 1911 war er Referendar im Bereich des Oberlandesgerichts Düsseldorf, unterbrochen von einem einjährigen freiwilligen Militärdienst. Im Januar 1913 heiratete er Line Lehr, die Tochter des Duisburger Oberbürgermeisters Karl Lehr. Im Februar 1914 wurde er Amtsrichter in Frankfurt am Main, wurde aber bald zum Kriegsdienst eingezogen, wo er es bis zum Kriegsende 1918 hochdekoriert zum Oberleutnant der Reserve brachte. Ab 1. Juni 1919 war er Landrichter, am 1. Dezember 1924 wurde er in Frankfurt zum Landgerichtsdirektor befördert. Er wirke in der gleichen Kammer, wie der spätere NS-Oberbürgermeister von Frankfurt, Friedrich Krebs.
Im Mai 1933 trat Ungewitter im Rahmen des Masseneintritts Frankfurter Richter der NSDAP bei, ohne sich parteipolitisch zu exponieren.
Nach der Einsetzung des am 31. März 1933 von Roland Freisler eröffnete Frankfurter Sondergerichts wurde Ungewitter dessen stellvertretender Vorsitzender. Das Frankfurter Sondergericht führte im Laufe seines Bestehens 1.699 politische Verfahren gegen 2.204 Personen, so genannte „Volksschädlinge“ durch. 1936 erhielt er einen Lehrauftrag für Bürgerliches Recht, Zivilprozeßrecht, Konkursrecht an der Universität Frankfurt am Main, 1939 wurde er zum Honorarprofessor und Universitätsrat ernannt. Am 1. Mai 1937 wurde er Senatspräsident und zugleich Vizepräsident des Oberlandesgerichts Frankfurt am Main, am 1. Juni 1939 wurde er dessen Präsident. Zuvor hatte er von Gauleiter Jakob Sprenger eine positive Beurteilung erhalten. Er trat damit die Nachfolge von Otto Stadelmann an, der ebenfalls der NSDAP angehörte.
Nach der Besetzung Frankfurts durch Amerikanische Truppen am 28. März 1945 wurde Ungewitter am 6. April 1945 verhaftet und inhaftiert. Im letzten Spruchkammerverfahren wurde er am 31. März 1949 als „Mitläufer“ eingestuft, belastende Beweismittel wurden nicht herangezogen. Auch die Untersuchung seiner Tätigkeit im Sondergericht unterblieb. Die Akten des Verfahrens werden im Landesarchiv Baden-Württemberg aufbewahrt. Anschließend arbeitete Ungewitter in untergeordneter Stellung bei dem Frankfurter Rechtsanwalt Ernst Boesebeck.